# دوچرخه‌برفی

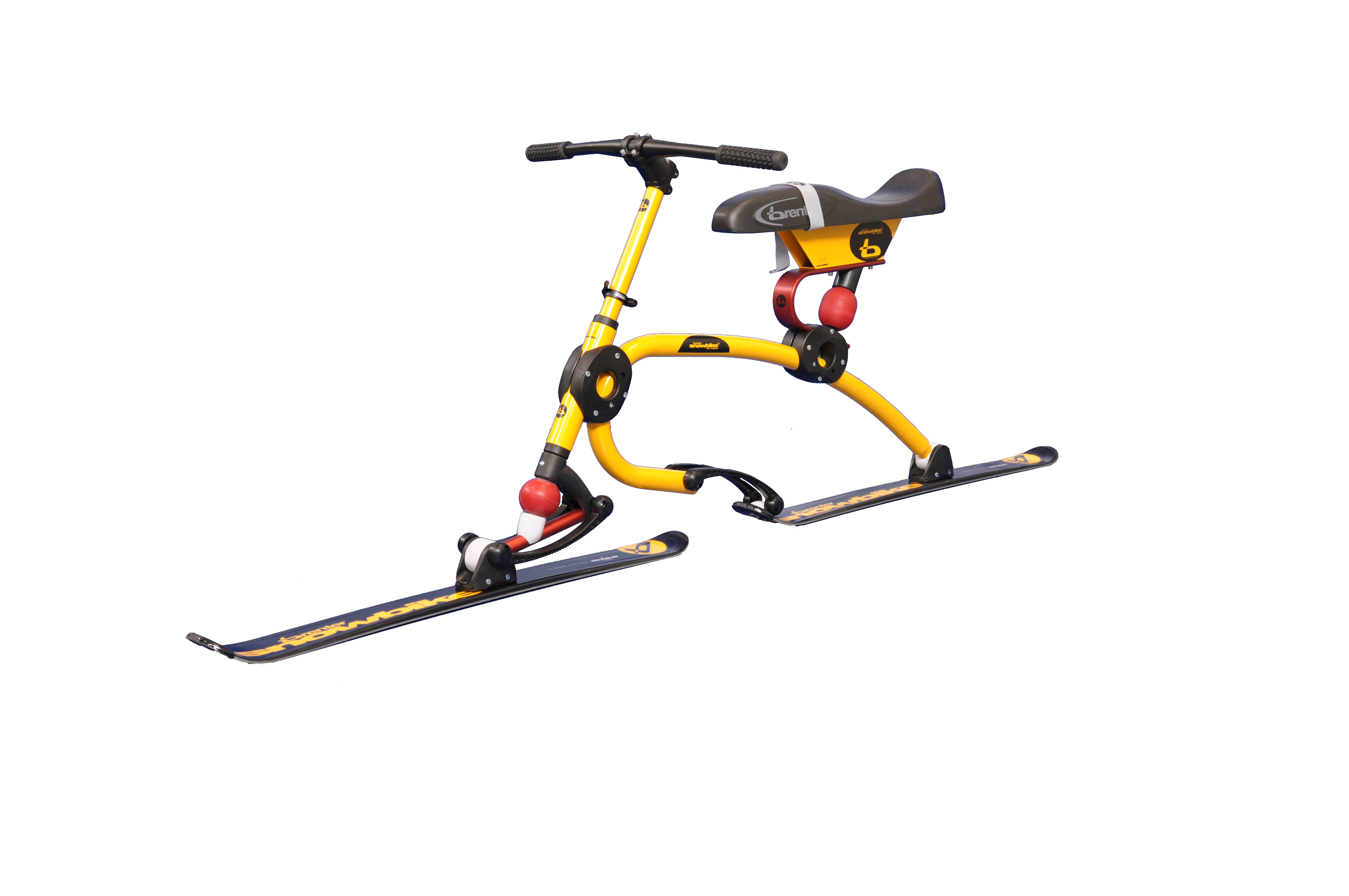
یک دوچرخه‌برفی

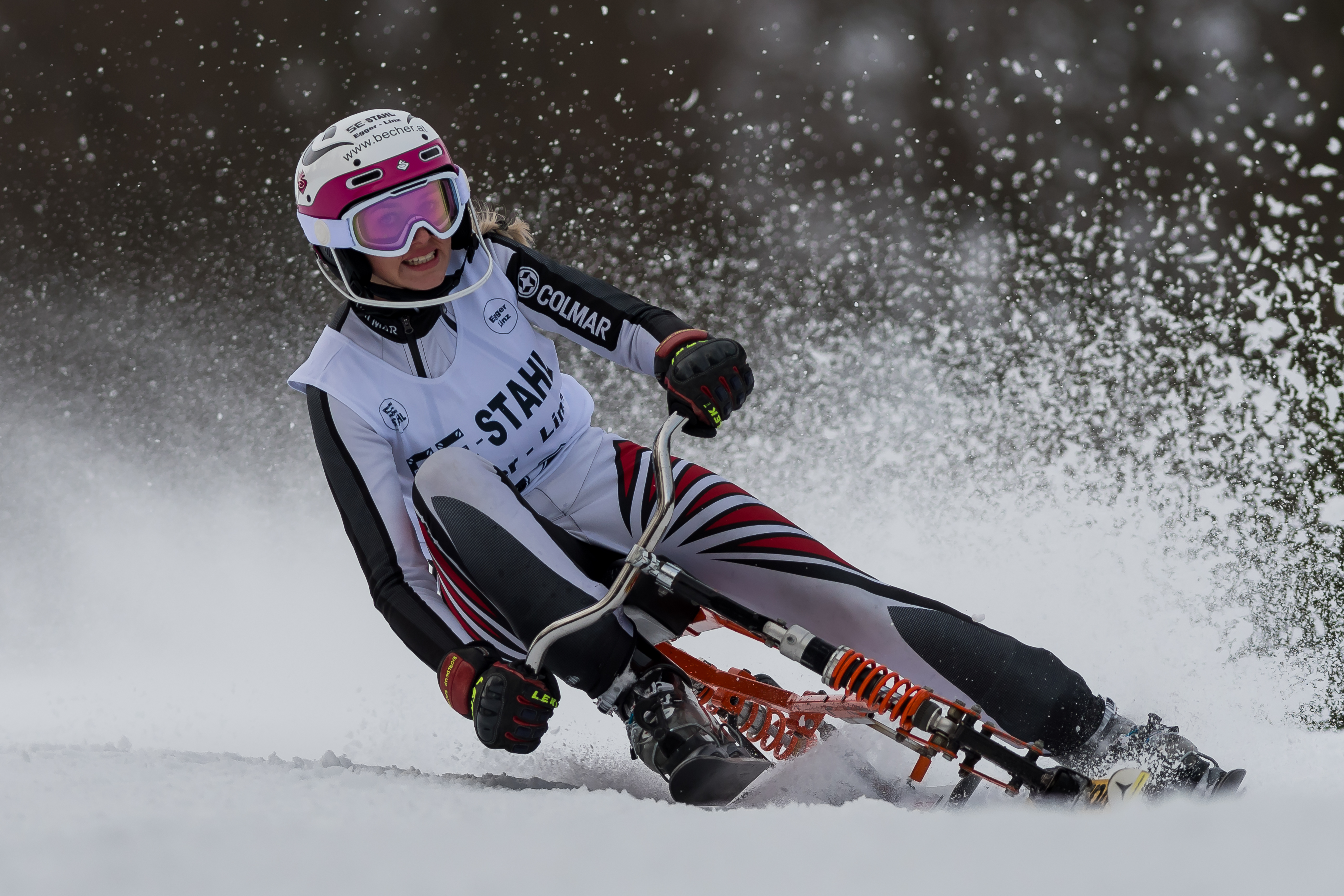
سارا گروبر در مسابقات قهرمانی ملی دوچرخه برفی اتریش

دوچرخه‌برفی (انگلیسی: Skibobbing) یک ورزش زمستانی است که وسیله مورد استفاده آن سامانه ای دوچرخه‌گون است که به جای چرخ در آن از چوب‌های اسکی استفاده شده‌است. اسکلت‌هایی که در ورزش دوچرخه برفی استفاده می‌شود متفاوت می‌باشند. از دوچرخه برفی سابقاً به عنوان یک وسیله نقلیه در کوه‌های آلپ استفاده می‌کردند. با وجود اینکه سابقه ورزش دوچرخه برفی به سال ۱۸۹۲ میلادی بازمی‌گردد اما نخستین مسابقه بین‌المللی دوچرخه برفی در سال ۱۹۵۴ میلادی برگزار شد. نام بین‌المللی فدراسیون دوچرخه برفی FISB (Fédération Internationále de Skibob) می‌باشد.
در اصل اسکی بابینگ یکی از معدود روش‌هایی بود که افراد بدون قدرت در زانو می‌توانستند اسکی آلپاین را انجام دهند، اما به زودی این ورزش به عنوان یک ورزش محبوب در بین توانایی‌های جسمی نیز شناخته شد. گفته می‌شود که از اصلی‌ترین جاذبه‌ها می‌توان به سرعت‌های بدست آمده (در برخی از مسابقات اسلالوم غول پیکر اسکیوبوب، سرعت ۱۲۰ مایل در ساعت (۱۹۰ کیلومتر در ساعت) یا بیشتر) و احساس جت اسکی روی برف اشاره کرد.

## تاریخچه
اگرچه ایده اولیه دوچرخه برفی از اوایل سال ۱۸۹۲ ثبت اختراع شد و راندن دوچرخه برفی نوعی حمل و نقل در کوه‌های آلپ بود، اما اولین مسابقه بین‌المللی در سال ۱۹۵۴ بود. هفت سال بعد، FISB (فدراسیون بین‌المللی دوچرخه برفی) تشکیل شد، که از سال ۱۹۶۷ هر ساله مسابقات جهانی راندن دوچرخه برفی را برگزار می‌کند.
اریش برنتر اسکیبوبرد اتریشی به دلیل ثبت اولین رکورد جهانی در سرعت اسکی باوبینگ در سراشیبی در سال ۱۹۶۴ با سرعت ۱۰۲ مایل در ساعت (۱۶۴ کیلومتر در ساعت) مشهور است.

## نگارخانه

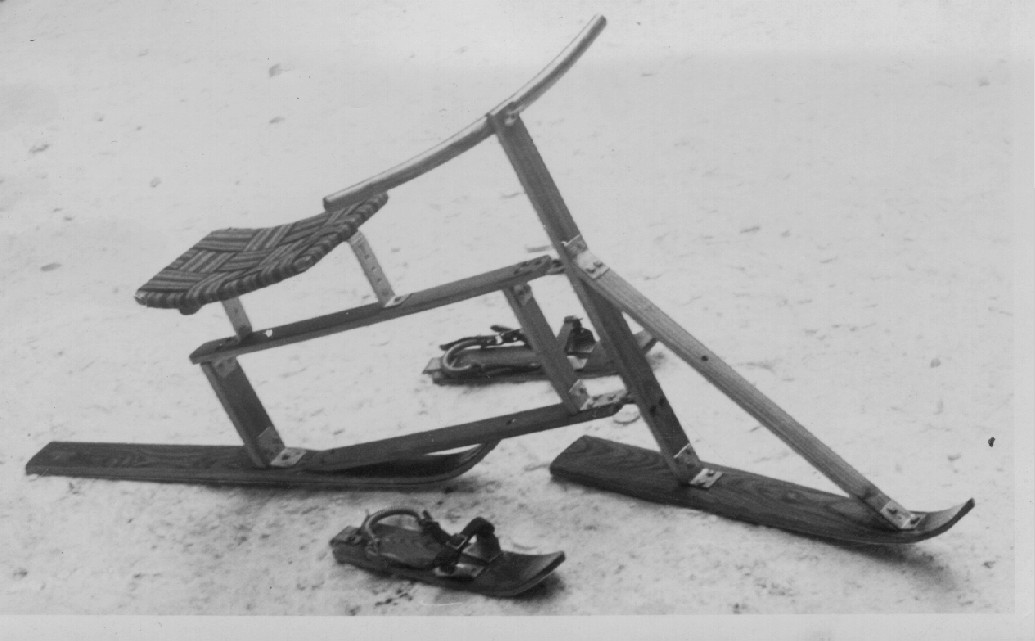
یک دوچرخه‌برفی ساختهٔ ۱۹۴۹
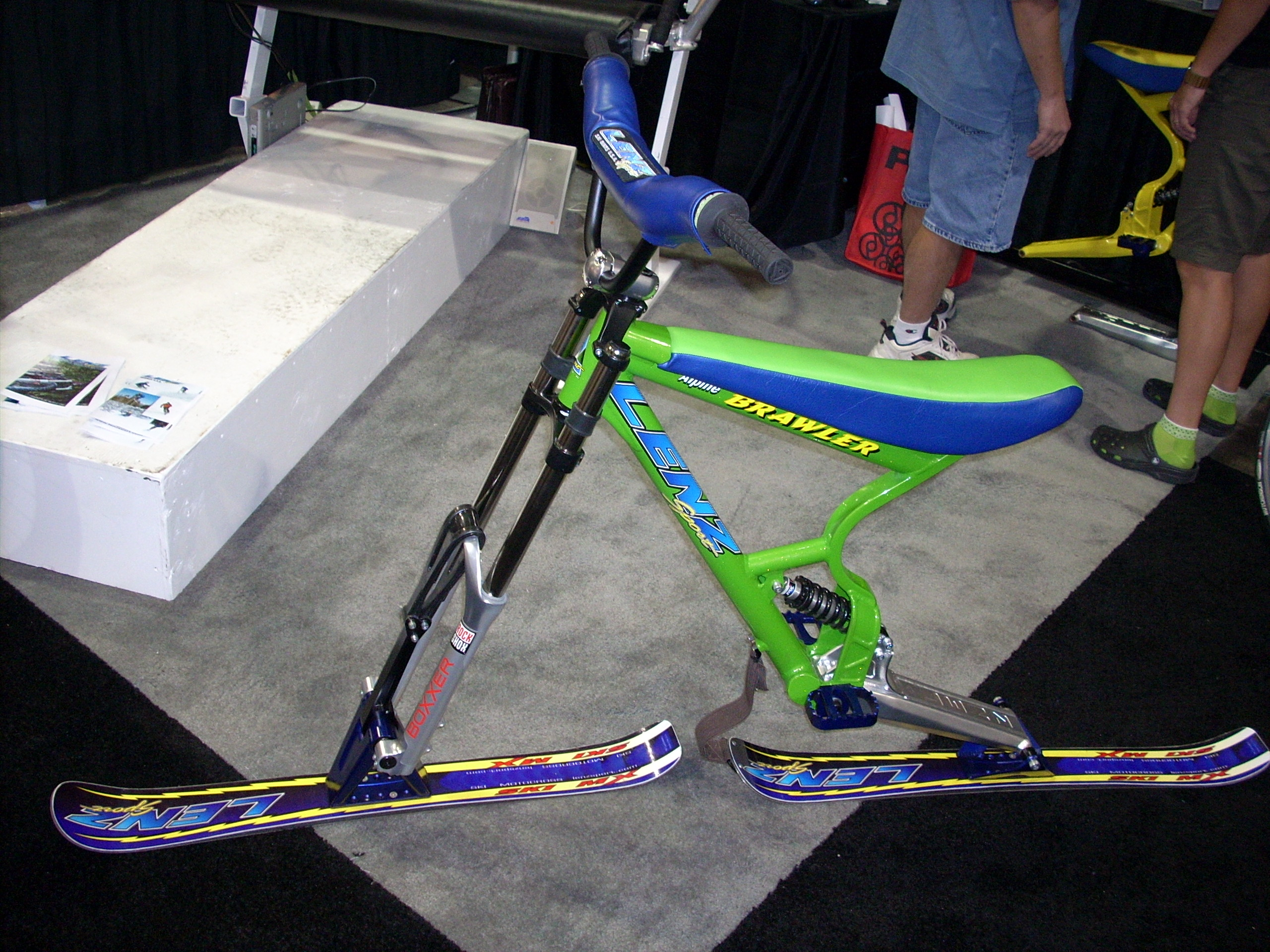
دوچرخه برفی Lenz Sport که کاربر با آن ممکن است از اسکی پا استفاده کند یا نکند
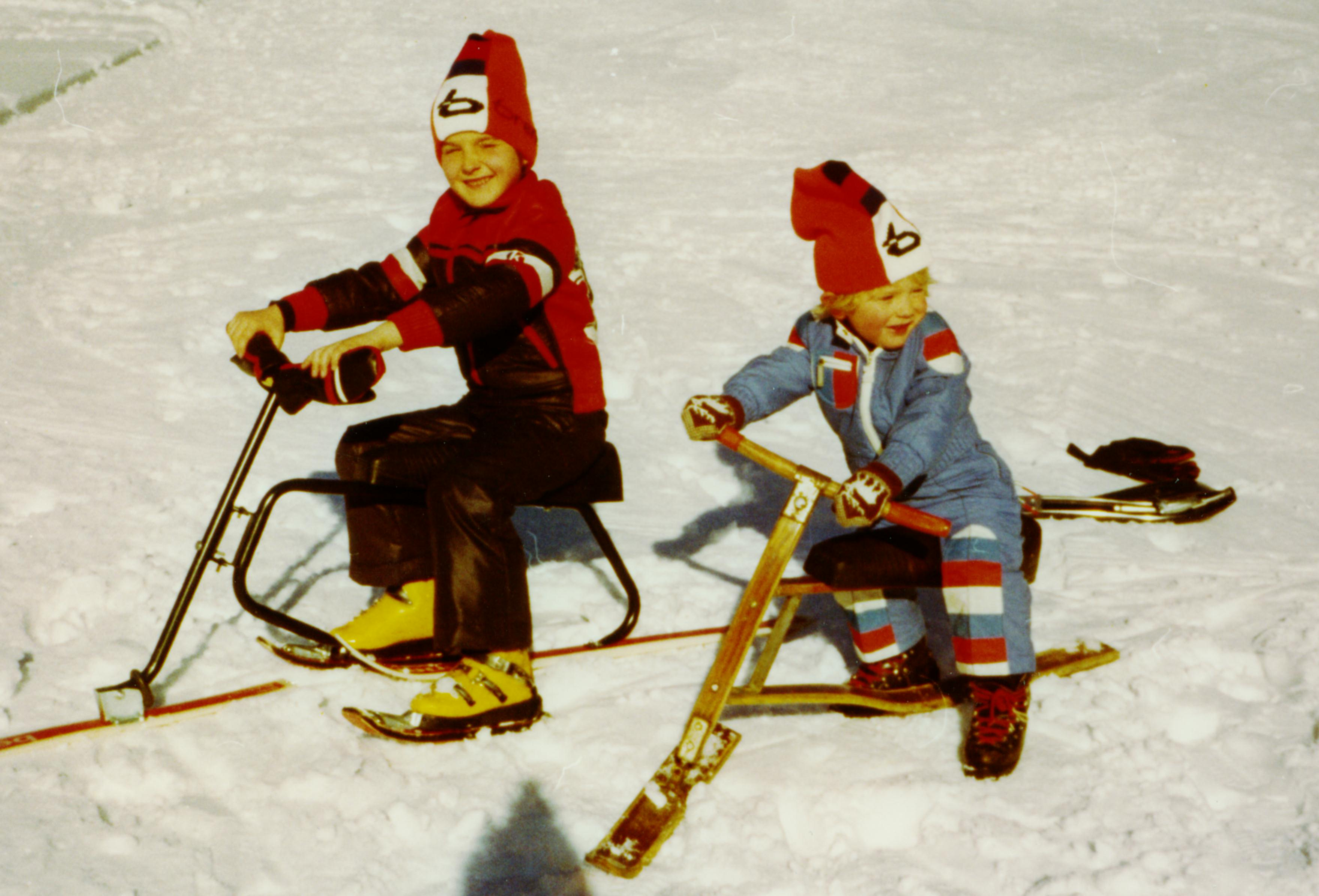
دوچرخه برفی ۱۹۷۶
- فیلمی از راندن دوچرخه برفی